# ادوین استیون گودریچ
 ادوین استیون گودریچ (انگلیسی: Edwin Stephen Goodrich؛ ۲۱ ژوئن ۱۸۶۸ – ۶ ژانویهٔ ۱۹۴۶) یک دیرین‌شناس اهل بریتانیا بود.